# Pierre Paulus
Pierre Paulus (Châtelet,16 de març de 1881 - mort a Sint-Gillis (Brussel·les) el 17 d'agost del 1959) és un pintor expressionista belga del realisme social.
Fill del ceramista Sylvain Paulus, que va crear una escola d'art a Charleroi (la futura Acadèmia de Belles Arts), després de la seva formació de geòmetre-arquitecte el 1989 comença amb el seu germà Eugène a revitalitzar la indústria del gres flamejat. Aviat «puja» a Brussel·les, on té més perspectives per desenvolupar el seu talent. Hi va estudiar a l'Acadèmia Reial de Belles Arts de Brussel·les a la classe de Constant Montald de 1898 a 1903. El 1904-1905, estudia amb l'esculptor Charles Van der Stappen. Entre els seus condeixebles hi ha Rik Wouters, Auguste Oleffe i James Ensor. Va rebre una beca que li permet un viatge d'estudis cap a Itàlia. Els paisatge de la indústria minera del carbó i dels seus treballadors van ser els seus primers temes de predilecció. Es troba amb el polític socialista Jules Destrée (1863-1936) qui el convida exposar les seves pintures a l'Exposició industrial de Charleroi del 1911, el que va ser un reeixida que va establir el seu renom.
El 3 de juliol del 1913 l'Assemblée wallonne (Assemblea valona) tria el «gall valent» (coq hardi) com a emblema i carrega Paulus d'el disseny. Tot i ser força atípic per al seu estil pictoral, el gall va esdevenir la seva obra més coneguda. A l'inici de la Primera Guerra Mundial s'exilia primer a Londres i després amb Destrée se'n van cap a Itàlia. El 1916 és incorporat en la «Secció artística de l'exèrcit belga en campanya», un grup de vint-i-sis pintors actius al front de l'IJzer. En les seves pintures il·lustra, entre d'altres, les homes i les dones dins del paisatge, i no tria els típics paisatges idíl·lics de pintors del diumenge, però en tria d'industrials, en la seva cruesa realista.
Després de la guerra, va casar-se amb Lucie Mathieu. Quan el seu fill va néixer, això va tenir repercussions en la temàtica de les seves obres, amb una sèrie de mares obreres. El 1929 és nomenat professor de pintura d'animals a l'Acadèmia Reial de Belles Arts d'Anvers, funció que va omplir fins a la seva jubiliació el 1953. El 1949 va subscriure la petició La Wallonie en alerte (Valònia en estat d'alerta) que afirmava «La Valònia s'ha adonat de la seva realitat pròpia» i vol que es «garanteixi la seva existència com a nació».
Va morir el 17 d'agost del 1959 a Sint-Gillis, on va ser sebollit al cementiri municipal.
Obres destacades

Bandera de Valònia, dissenyat per Paulus

Encara no s'han trobat imatges lliures que il·lustrin millor que l'atípic Gall valent. Se'n troben en línia al documental del Charleroi Museum i unes reproduccions d'obres en col·leccions públiques:
- Jeunesse (Joventut), 1911, obra emblemàtica al Charleroi Museum[6]
- Le pays industriel (El país industrial), 1911[7]
- Miner (1937)[8]

Reconeixement
- 1946: Membre de l'Acadèmia reial de les ciències, lletres i belles arts de Bèlgica
- 1951: El jove rei Balduí li atorga el títol nobiliari de baró, i des d'aleshores es diu Pierre Paulus, baró de Châtelet
- El Parc Pierre Paulus de Châtelet a Sint-Gillis[9]
- Un carrer a Charleroi[10]
- L'IES Athénée Royal Pierre Paulus a Châtelet[2]
- 2012: El gegant Pierre Paulus, realitzat pel taller Sarandaca de Granollers s'estrena a Châtelet[11]